# Distretto di Çavdarhisar
Il distretto di Çavdarhisar (in turco Çavdarhisar ilçesi) è uno dei distretti della provincia di Kütahya, in Turchia.